# HarmonyOS
HarmonyOS (HMOS) és un sistema operatiu distribuït desenvolupat per Huawei per a telèfons intel·ligents, tauletes, televisors intel·ligents, rellotges intel·ligents i altres dispositius intel·ligents. Té un disseny multinucli amb frameworks duals: el sistema operatiu selecciona nuclis adequats de la capa d'abstracció en el cas de dispositius que utilitzen recursos diversos. El sistema operatiu va ser llançat oficialment per Huawei l'agost de 2019.

## Arquitectura
HarmonyOS està dissenyat amb una arquitectura en capes, que consta de quatre capes; la capa del nucli a la part inferior proporciona les tres capes superiors, és a dir, la capa de servei del sistema, la capa de marc i la capa d'aplicació, amb capacitats bàsiques del nucli, com ara gestió de processos i fils, gestió de memòria, sistema de fitxers, gestió de xarxa i gestió de perifèrics.
A la capa del nucli, el sistema aplica un disseny multinucli i selecciona un nucli adequat per a un dispositiu amb diferents limitacions de recursos. Per a wearables, dispositius d'E/S sense pantalla i dispositius IoT, el sistema es basa en el sistema operatiu en temps real LiteOS; mentre que per a telèfons intel·ligents i tauletes, el sistema funciona utilitzant un subsistema del nucli de Linux i executant el codi AOSP amb una interfície d'usuari EMUI modificada, permetent que les aplicacions d'Android i les aplicacions HarmonyOS s'executin perfectament a través d'una capa de compatibilitat al territori d'usuari fora del nucli.
El sistema inclou una base de comunicació anomenada DSoftBus per integrar dispositius físicament separats en un Super Device virtual, permetent a un dispositiu controlar altres i compartir dades entre dispositius amb capacitats de comunicació distribuïdes. "Per abordar els problemes de seguretat" derivats de diferents dispositius, el sistema proporciona un entorn d'execució de confiança (TEE) basat en maquinari per evitar la filtració de dades personals sensibles quan s'emmagatzemen o es processen.
Admet diverses formes d'aplicacions, incloses les aplicacions que es poden instal·lar des d'AppGallery en telèfons intel·ligents i tauletes, aplicacions ràpides sense instal·lació i serveis Meta lleugers accessibles pels usuaris.

## Història
Els informes sobre un sistema operatiu intern desenvolupat per Huawei es remunten al 2012. Aquests informes es van intensificar durant la guerra comercial sino-americana, després que el Departament de Comerç dels Estats Units incorporés Huawei a la seva llista d'entitats el maig de 2019 sota una acusació que va exportar de manera conscient béns, tecnologia i serveis d'origen nord-americà a l'Iran en violació de les sancions. Això va prohibir a les empreses amb seu als Estats Units fer negocis amb Huawei sense obtenir prèviament una llicència del govern. zh (Richard Yu) executiu de Huawei va descriure una plataforma interna com un "pla B" en cas que se li impedeix utilitzar Android en futurs productes per a telèfons intel·ligents a causa de les sancions.
El 29 de juny del 2023, Huawei va llançar la primera beta per a desenvolupadors de HarmonyOS 4. El 4 d'agost de 2023, Huawei va anunciar i llançar oficialment HarmonyOS 4 com a beta pública. El 9 d'agost, va llançar el sistema operatiu a 34 dispositius diferents de telèfons intel·ligents i tauletes Huawei existents, encara que com a versió beta pública. Al costat de HarmonyOS 4, Huawei també va anunciar el llançament de HarmonyOS NEXT, que és una versió "pura" de HarmonyOS, sense biblioteques d'Android i, per tant, incompatible amb les aplicacions d'Android després de la convergència del programari.

## Característiques

### Interfície d'usuari
La interfície HarmonyOS es basa principalment en l'EMUI basat en Android, però conté funcions addicionals. A més de les carpetes estàndard que requereixen tocar-les per mostrar el seu contingut, les carpetes es poden ampliar per mostrar sempre el seu contingut sense etiquetes de text directament a la pantalla d'inici.

### Programari
A diferència de les aplicacions ràpides i els serveis meta que no requereixen instal·lació, les aplicacions tradicionals necessiten instal·lació. Estan disponibles per als usuaris a través de Huawei AppGallery, que serveix com a botiga d'aplicacions per a HarmonyOS, i també poden distribuir aplicacions compatibles amb Android; Les aplicacions natives de HarmonyOS estan marcades amb el seu logotip a la cantonada de les icones. Tant les aplicacions HarmonyOS com les d'Android poden utilitzar els serveis mòbils de Huawei com a opció. Tanmateix, les aplicacions natives de HarmonyOS tenen accés a funcions com ara comunicacions i targetes distribuïdes.

## Maquinari

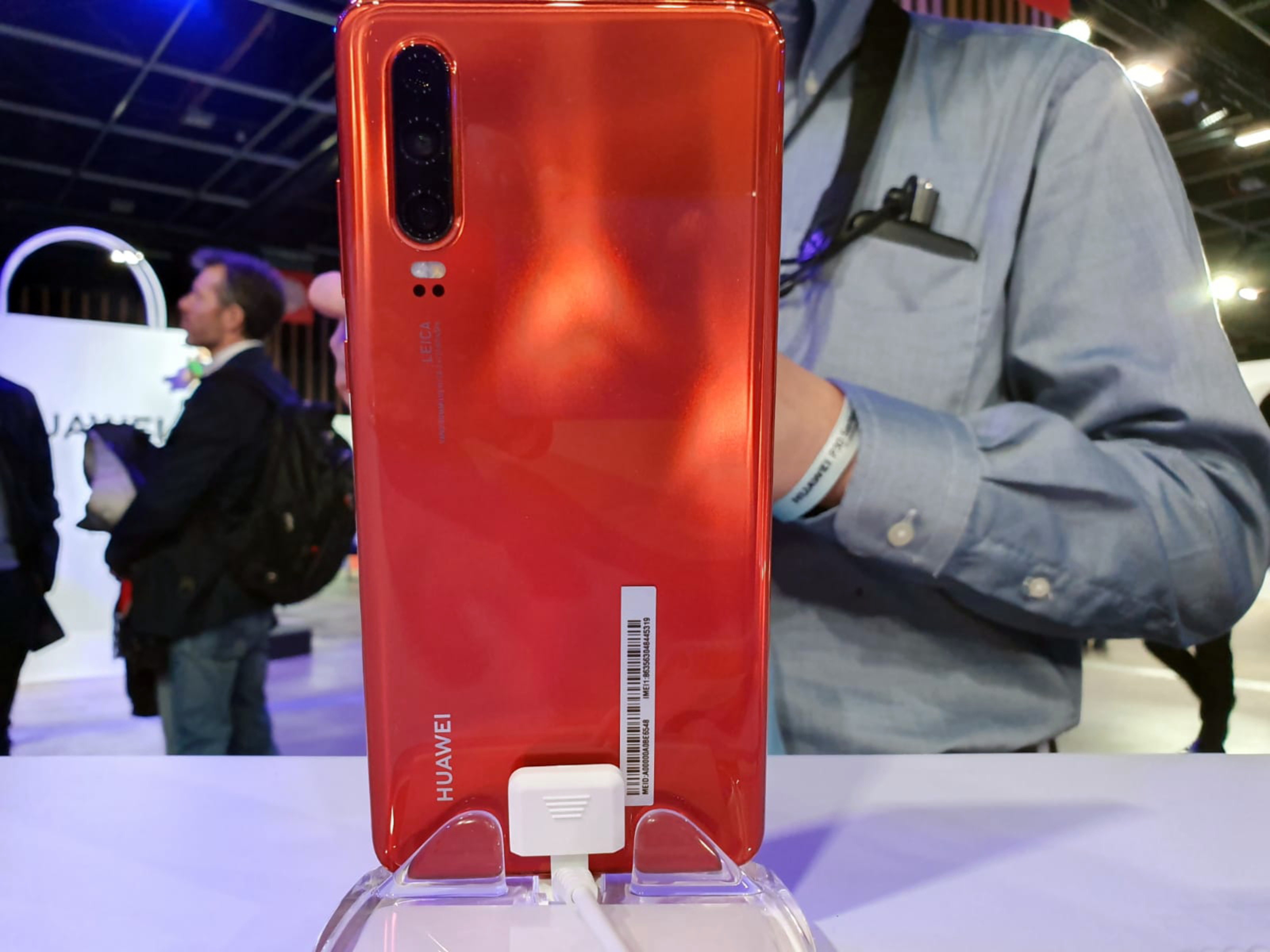
El Huawei P30 és un dels diversos dispositius Huawei que executa HarmonyOS.

La plataforma HarmonyOS no es va dissenyar al principi per a un sol dispositiu, sinó que es va desenvolupar com un sistema operatiu distribuït per a diversos dispositius amb mides de memòria que van des de 128 KB fins a més de 4 GB. Per tant, els requisits de maquinari són flexibles per al sistema operatiu i és possible que només necessiti 128 KB de memòria per a diversos dispositius terminals intel·ligents.
Huawei va declarar que HarmonyOS s'utilitzaria inicialment en dispositius dirigits al mercat xinès. L'antiga marca subsidiària de la companyia, Honor, va presentar la línia de televisors intel·ligents Honor Vision com els primers dispositius electrònics de consum que van executar HarmonyOS l'agost del 2019. La versió beta de HarmonyOS 2.0 es va llançar el 16 de desembre del 2020 i admet la sèrie P30, la sèrie P40, la sèrie Mate 30, la sèrie Mate 40, la sèrie P50 (eventualment) i el MatePad Pro.